# Listra
Listra (em grego: Λύστρα; romaniz.: Lustra) era uma cidade localizada na antiga região da Licaônia e que passou a fazer parte do sul da província romana da Galácia, depois que esta província veio a ser ampliada, provavelmente na época de Augusto. Situava-se a cerca de 30 km a sul de Icônio, a atual Cônia.

## Contexto bíblico
Foi um dos locais por onde o apóstolo Paulo anunciou o Evangelho em suas viagens missionárias, conforme relata o livro de Atos dos Apóstolos do Novo Testamento da Bíblia.
De acordo com o capítulo 14, após ter escapado da perseguição em Icônio, Paulo e Barnabé entraram na cidade para evangelizar (Atos 14:6,7) e numa ocasião foi curado um paralítico de nascença (Atos 14:8-10). Por causa disso, os habitantes de Listra pensaram que os dois missionários fossem a encarnação dos deuses pagãos Júpiter e Mercúrio (Atos 14:11-13), e eles impediram, com muita dificuldade, que as multidões lhes oferecessem sacrifícios de adoração (Atos 14:14-16,18).
Depois disso, alguns judeus incrédulos de Antioquia e de Icônio teriam vindo a Listra a fim de incitar a multidão para que apedrejasse Paulo (Atos 14:19), o qual, milagrosamente, sobreviveu e seguiu para Derbe (Atos 14:20). Apesar da perseguição sofrida, a Igreja foi estabelecida em Listra que chegou a ser visitada novamente pelo apóstolo ao retornar de sua primeira viagem missionária e em outras ocasiões.
O apóstolo Paulo escreveu uma epístola às comunidades cristãs da Galácia, a Epístola aos Gálatas.

## Patrimônio arqueológico
O sítio arqueológico da cidade ainda não foi escavado. Mas entre as descobertas arqueológicas feitas na região da antiga Listra (nos arredores) há inscrições que fazem referência aos “sacerdotes de Zeus” e a uma estátua do deus Hermes. Um altar dedicado a Zeus e a Hermes também foi encontrado na mesma região. Devido há lenda do poeta romano Ovídio (43 a.C-17 d.C).    